# Surf’s Up
Az 1971-es Surf’s Up a The Beach Boys tizenhetedik nagylemeze. Az Egyesült Államokban a 29. helyet érte el a listákon, míg az Egyesült Királyságban a 15. helyig jutott. A dalok nagy részét 1971 januárjától júniusig rögzítették. Ez alól kivételt képez a Take a Load Off Your Feet (1969 vége), a ’Til I Die (1970 közepe) és a Surf's Up (a zenét 1966 novemberében rögzítették, az éneket és a zongorát decemberben). Az album szerepel az 1001 lemez, amit hallanod kell, mielőtt meghalsz című könyvben.

## Az album dalai
| 1. | Don't Go Near the Water    | Mike Love, Al Jardine                 | Mike Love, Al Jardine    | 2:39 |
| 2. | Long Promised Road         | Carl Wilson, Jack Rieley              | Carl Wilson              | 3:30 |
| 3. | Take a Load Off Your Feet  | Jardine, Brian Wilson, Gary Winfrey   | Brian Wilson, Al Jardine | 2:29 |
| 4. | Disney Girls (1957)        | Bruce Johnston                        | Bruce Johnston           | 4:07 |
| 5. | Student Demonstration Time | Jerry Leiber, Mike Stoller, Mike Love | Mike Love                | 3:58 |

| 1. | Feel Flows                           | C. Wilson, Rieley         | C. Wilson                            | 4:44 |
| 2. | Lookin' at Tomorrow (A Welfare Song) | Jardine, Winfrey          | Jardine                              | 1:55 |
| 3. | A Day in the Life of a Tree          | B. Wilson, Rieley         | Jack Rieley, Van Dyke Parks, Jardine | 3:07 |
| 4. | 'Til I Die                           | B. Wilson                 | C. Wilson, B. Wilson, Love           | 2:41 |
| 5. | Surf's Up                            | B. Wilson, Van Dyke Parks | C. Wilson, B. Wilson, Jardine        | 4:12 |

### Kislemezek
- Long Promised Road / Deirdre – 1971. május 24.
- Long Promised Road / 'Til I Die – 1971. október 11. (USA 89.[1])
- Surf's Up / Don’t Go Near the Water – 1971. november 8.

## Közreműködők
- Al Jardine – ének
- Mike Love – ének
- Jack Rieley – ének
- Brian Wilson – gitár, billentyűk, ének
- Carl Wilson – gitár, billentyűk, ének